# Stephanie Douglas
Lana Stephanie "Stephie" Douglas (Reino Unido, 22 de enero de 1969) es una atleta británica retirada especializada en la prueba de 4 x 100 m, en la que ha conseguido ser medallista de bronce europea en 1990.

## Carrera deportiva
En el Campeonato Europeo de Atletismo de 1990 ganó la medalla de bronce en los relevos 4 x 100 metros, con un tiempo de 43.32 segundos, llegando a meta tras Alemania del Este y Alemania del Oeste, siendo sus compañeras de equipo: Paula Thomas, Beverly Kinch y Simone Jacobs.
Y en los Juegos de la Commonwealth celebrados ese mismo año en Auckland, Nueva Zelanda, ganó la plata en la misma prueba, con un tiempo de 44.15 segundos, tras Australia y por delante de Nigeria.